# فرانسوا أورليان، أمير جوينفيل
فرانسوا أورليان، أمير جوينفيل (بالفرنسية: François d'Orléans, Prince of Joinville) (14 أغسطس 1818 - 16 يونيو 1900) كان الابن الثالث للويس فيليب الأول.
في 1840 تم تكليفه بإحضار رفات نابليون بونابرت من جزيرة سانت هيلينا إلى فرنسا.

## الأوسمة والتشريفات
- نيشان البيت الحسيني (تونس).

## روابط خارجية
- فرانسوا أورليان، أمير جوينفيل على موقع الموسوعة البريطانية (الإنجليزية)